# Residencial El Barco
El Barco es un rascacielos de apartamentos residenciales en el barrio de la Albufereta, en la ciudad española de Alicante. Se llama formalmente Torre Vistamar de la Albufereta.
El Barco formaba parte de un grupo de edificios construidos en el antiguo pueblo de Albufereta para los "Pied-Noirs", o residentes de Francia y otros países europeos, durante la España franquista. Se completó en 1963. El edificio fue diseñado por Juan Guardiola Gaya, inspirándose en la Torre Pirelli diseñada por Giò Ponti en Milán (Italia). Toma su nombre común de su planta en forma de barco. El Barco es uno de los edificios más característicos de Alicante. Tiene una fachada de celosía inusual que protege la pared trasera y las ventanas, que se conservó durante las renovaciones completadas en 2011.
En 2013, El Barco ocupaba el puesto 370 en altura en Europa y el 34 en España. Con 111 metros, El Barco es el segundo edificio más alto de Alicante, después del Estudiotel Alicante con 117 metros y por delante del Gran Sol, con 97 metros de altura.
En diciembre de 2006, el edificio quedó aislado del acceso de vehículos cuando el camino de acceso a Sol Naciente colapsó, lo que requirió la construcción de un nuevo muro de contención a lo largo de la playa.